# Heather Brigstocke, Baroness Brigstocke
Heather Renwick Brigstocke, Baroness Brigstocke CBE (geborene Brown, * 2. September 1929 in Birchington-on-Sea, Kent, als Heather Renwick Brown; † 30. April 2004 in Glyfada, Griechenland) war eine britische Lehrerin, Schulleiterin und Life Peer. Mit der St Paul's Girls’ School leitete sie fünfzehn Jahre lang eine der renommiertesten Mädchenschulen des Vereinigten Königreichs. Sie war für extravagantes Auftreten bekannt und übte Funktionen in einer Fülle von karitativen und sonstigen Organisationen und Einrichtungen aus.

## Leben

### Jugend und Ausbildung
Heather Renwick Brown hatte schottische Eltern und eine jüngere Schwester. Der Vater John Renwick Brown, ein ehemaliger Bergarbeiter, diente als Flying Officer in der Royal Air Force und stieg später zum Squadron Leader auf. Die aus einer presbyterianischen Pfarrersfamilie stammende Mutter Mary Jane Calder „May“, geb. Campbell, war eine Lehrerin, die eine Ausbildung an der University of Glasgow erfahren hatte. Der Beruf des Vaters brachte häufige Wechsel des Wohnortes mit sich, und so besuchte Heather bis zu ihrem elften Lebensjahr nicht weniger als sechs verschiedene Schulen im Vereinigten Königreich und in China, wobei die Eltern darauf achteten, dass die Unstetigkeit dieser Kindheit durch Disziplin und harte Arbeit beim Lernen kompensiert wurde.
Heather schloss ihre Schulausbildung an der Mädchenschule Abbey School in Reading in Berkshire ab, wo sie bereits durch ihr wenig angepasstes Verhalten auffiel. Annie Ure, Lehrerin für klassische Sprachen und Gattin des Lehrstuhlinhabers für Altphilologie an der University of Reading, ermutigte sie, ein entsprechendes Studium in Cambridge aufzunehmen. Sie erhielt ein staatliches Stipendium, mit dem sie in das Girton College eintreten konnte, das in dieser Zeit zum offiziellen College der University of Cambridge erhoben wurde. Sie entschied sich für den Classical Tripos, besuchte für dessen ersten Teil Lehrveranstaltungen zur Klassischen Philologie und spezialisierte sich auf Archäologie und Anthropologie im zweiten Teil der Ausbildung.
In dieser Zeit entwickelte sich bei ihr eine große Leidenschaft für Theater und Schauspielerei. Sie war Mitglied des University Amateur Dramatic Club und nahm an einer Tournee der Truppe in Schweden teil, auf der sie die Rolle der Margaret Clandon in Man kann nie wissen von George Bernard Shaw spielte. Im Jahr 1950 war sie die erste Frau, die im Greek Play auftreten durfte, einer traditionsreichen Veranstaltung, bei der Studenten der University of Cambridge alle drei Jahre ein klassisches Theaterstück in Altgriechisch aufführen; sie füllte dabei die Rolle der Antigone in einer Inszenierung von Ödipus auf Kolonos von Sophokles aus. Außerdem war sie der erste weibliche Gewinner des Winchester Reading Prize, der für die beste Leistung bei einem universitären Vorlesewettbewerb vergeben wird. Über diese Aktivitäten und eine rege Teilnahme am gesellschaftlichen Treiben der Kommilitonen vernachlässigte sie ihr Studium, das sie letztlich mit mittelmäßigen Noten abschloss. Die Eltern reagierten entsetzt auf den Wunsch Heathers, Schauspielerin zu werden, und weigerten sich, eine entsprechende Ausbildung zu finanzieren. Obwohl ihre Pläne daher scheiterten, prägten die Erfahrungen in Cambridge sie doch nachhaltig, insbesondere hinsichtlich der Erkenntnis, dass effektvolles Auftreten und elegante Kleidung sich in den unterschiedlichsten Lebenssituationen als vorteilhaft erweisen können.

### Erste Stellungen als Lehrerin
Nach Abschluss des Studiums arbeitete sie eine Zeit lang als Verkäuferin für Knabenunterwäsche bei Selfridges in der Londoner Oxford Street, bevor sie eine Stellung als Lehrerin für klassische Sprachen an der nahe dem Regent’s Park gelegenen Francis Holland School antrat, wo sie bis 1953 blieb. Nachdem sie – ungewöhnlich für die Zeit – bereits eine Zeit lang mit diesem zusammengelebt hatte, heiratete sie 1952 den zwölf Jahre älteren Geoffrey Reginald William Brigstocke, der Staatsdiener und ebenfalls Altphilologe war. Sie gebar in den folgenden Jahren drei Kinder, zwei Jungen (* 1953 und * 1955) und ein Mädchen (* 1957), das die Eltern nach Persephone benannten. Ihre häuslichen Verpflichtungen hielten Brigstocke nicht davon ab, als Teilzeitlehrerin an der Godolphin and Latymer School im Stadtteil Hammersmith weiterhin zu unterrichten.
1961 wurde ihr Ehemann als Attaché nach Washington, D.C. versetzt, wohin die Familie in begleitete. Heather Brigstocke lehrte dort Latein an der National Cathedral School und baute Kontakte in gehobenen Gesellschaftskreisen auf. Anlässlich eines Kinderfestes im Weißen Haus hielt sie erstmals eine Ansprache vor Publikum und dankte dabei dem gastgebenden Ehepaar Jackie und John F. Kennedy. Derweil sie beim Einstand in dieser neuen Rolle sehr nervös war, entwickelte sie sich in späteren Jahren zu einer versierten Rednerin, die ihre Aufgabe geistreich und unverkrampft zu bewältigen und die Aufmerksamkeit des Publikums mit ihrer wohlklingenden Stimme zu bannen wusste. Während der Zeit in Washington bekam Brigstocke 1961 auch ihr viertes Kind, einen weiteren Sohn.

### Schulleiterin an zwei Mädchenschulen
Nach der Rückkehr nach England erfolgte ihre Ernennung zur Schulleiterin der Francis Holland School, wo sie ihre Lehrtätigkeit begonnen hatte. Unter ihrer entschlossenen und dynamischen Leitung kam es – gegen Widerstände von Traditionalisten – zu einer Umstrukturierung der altehrwürdigen Institution, bei der unter anderem eine reguläre Oberstufe eingeführt, der Lehrplan erweitert und ein neues Laborgebäude errichtet wurde. Sie wusste sowohl Schülerinnen wie Lehrpersonal zu Ehrgeiz anzuspornen und es gelang ihr, die Schule in den folgenden neun Jahren zu einer der führenden Bildungseinrichtungen ihrer Art im Land zu machen.

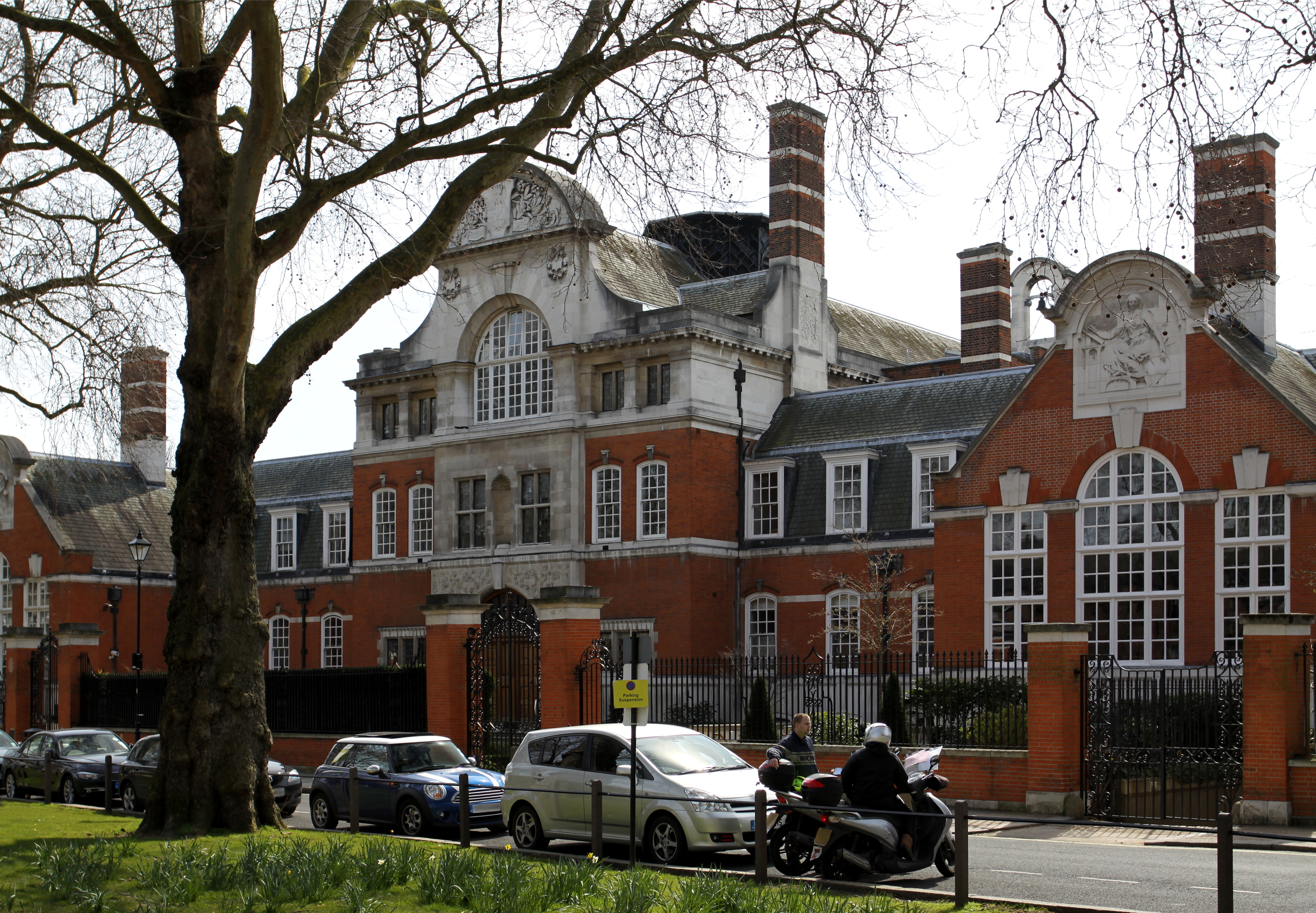
Hauptgebäude der St Paul's Girls’ School, an der Heather Brigstocke von 1974 bis 1989 Schulleiterin war

Im Jahr 1974 erhielt sie daraufhin, als Nachfolgerin von Alison Munro, eine der angesehensten Stellungen für Schulleiterinnen in Großbritannien überhaupt, den Posten der „High Mistress“ an der renommierten St Paul's Girls’ School in Hammersmith, den sie fünfzehn Jahre lang innehatte. Stets dazu neigend, mit Traditionen zu brechen, führte sie in dieser Zeit zahlreiche Neuerungen an der Schule ein, so indem sie einen Stipendienfonds einrichtete, Physik und Latein zu Kernfächern erhob, ein breites Netzwerk von Auslandskontakten entwickelte, einen obligatorischen Kurs in Selbstverteidigung etablierte, einen Computerraum anregte und angesehene Gastredner gewinnen konnte. Sie zeigte ein besonderes Talent zur Beschaffung von Geldmitteln durch Umwerben wohlhabender Eltern und Alumni, wodurch an der Schule eine Reihe neuer Bibliotheken und Laboratorien eingerichtet sowie ein schuleigenes Theater gebaut werden konnten. Obwohl sie sich dem Ziel verschrieben hatte, mehr Mädchen aus einfachen sozialen Verhältnissen an die Schule zu bringen, trugen ihre Innovationen doch vornehmlich dazu bei, dass der Status der Schule anstieg und verstärkt Töchter aus gehobenen Gesellschaftskreisen an ihr eine Ausbildung suchten.
Brigstocke war bekannt dafür, dass sie Kolleginnen bei der Wahl ihrer Garderobe beriet und bei ausgedehnten Einkaufsbummeln dafür sorgte, dass diese ebenso elegante wie ausgefallene Kleidung wählten. In einigen Fällen unterstützte sie Schülerinnen aus eigenen Mitteln. Dabei waren die Meinungen über sie bei ihr unterstellten Mitarbeitern und bei ihren Zöglingen, zu denen auch die späteren Schauspielerinnen Imogen Stubbs und Rachel Weisz zählten, durchaus geteilt. Während manche Brigstockes unkonventionelles und extravagantes Auftreten schätzten und in ihr ein Vorbild sahen, warfen ihr andere einen Mangel an intellektueller Tiefe, Desinteresse an den Schülerinnen und dem eigentlichen Lehrbetrieb sowie ein gelegentlich aufbrausendes und unkollegiales Verhalten vor. Mitunter fanden mit ihr zusammenhängende Episoden auch Eingang in die Klatschspalten der Presse, so als sie prominente Eltern dazu bewegen konnte, im Rahmen einer Fundraising-Veranstaltung für das Schultheater auf der Bühne aufzutreten, und bei gleicher Gelegenheit selbst – in Unterrock und Netzstrümpfen – einen Cancan darbot. Möglicherweise trugen solche Eskapaden dazu bei, dass ihre Bewerbung um den Posten der Rektorin des New Hall College der University of Cambridge nicht erfolgreich war.
In den Jahren als High Mistress von St Paul's übernahm Brigstocke Funktionen in einer Fülle von Wohltätigkeitsorganisationen und anderen Einrichtungen, oft Aufgaben, die sie mit ihrem Wunsch nach Teilnahme am Gesellschaftsleben in Verbindung bringen konnte. Von 1975 bis 1982 war sie Mitglied des Kuratoriums der National Gallery und fungierte von 1980 bis 1981 als Präsidentin der Girls’ Schools Association. Außerdem war sie zeitweise Präsidentin des Bishop Creighton House Settlement, Mitglied des Zentralausschusses der Automobile Association, gehörte den Führungsgremien der Middlesex Hospital Medical School, der City University London und der Royal Society of Arts an und diente in den Beiräten von vier weiteren Bildungseinrichtungen, darunter dem Wellington College in Berkshire und der Royal Ballet School. In späteren Jahren war sie auch Mitglied des Aufsichtsrats von London Weekend Television.
Mit Erreichen des 60. Lebensjahres schied Brigstocke 1989 aus der Stellung der Schulleiterin der St Paul's Girls’ School aus.

### Spätere Jahre
Am 21. Mai 1990 wurde sie als Baroness Brigstocke, of Kensington in the Royal Borough of Kensington and Chelsea, zum Life Peer erhoben. Im House of Lords schloss sie sich der Fraktion der Conservative Party an, obwohl sie gelegentlich gegen die Parteilinie stimmte.
Sie weitete ihre Verbandsaktivitäten nochmals aus, wobei sie abermals besondere Fähigkeiten zum Eintreiben von Spendenmitteln unter Beweis stellte. Als Präsidentin des Geffrye Museum gelang es ihr, über fünf Millionen Pfund für dessen Erweiterung einzuwerben. Ab 1993 fungierte sie als Vorsitzende der English-Speaking Union und vergrößerte die Bandbreite von deren Aktivitäten so, dass Dependancen in neun zusätzlichen, hauptsächlich nicht englischsprachigen Ländern aufgebaut werden konnten, darunter Brasilien, die Volksrepublik China, Japan und Litauen. Besondere Aufmerksamkeit widmete sie ihrer Rolle als Vorsitzende des Beirats des Landau Forte College in Derby. Zudem leitete sie eine Zeit lang Home-Start International, eine karitative Organisation, die sich um die Unterstützung in Not geratener Familien bemüht, gehörte den Vorständen von Burberry, The Times und Great Universal Stores an und diente in der Museums and Galleries Commission sowie der Health Education Authority.
Für ihre zahlreichen Verdienste wurde sie im Jahr 2000 als Commander des Order of the British Empire (CBE) ausgezeichnet.

### Privates
Sie war zweimal verheiratet. Mit ihrem ersten Mann Geoffrey Reginald William Brigstocke, den sie 1952 heiratete, hatte sie vier Kinder, drei Söhne und eine Tochter. Der Ehemann starb am 3. März 1974 zusammen mit 345 anderen Menschen beim Absturz eines Flugzeuges der Turkish Airlines nahe Paris, kurz nach einer Zwischenlandung auf dem Weg nach London. Seine Witwe, die sich zum Zeitpunkt des Unglücks gerade auf ihre Stellung an der St Paul's Girls’ School vorbereitet hatte, musste ihre noch minderjährigen Kinder allein weiter großziehen. Sie wandelte ihre tiefe Trauer in verstärkte Energie in ihrer neuen Funktion um. Im Alter von 70 Jahren heiratete sie im Jahr 2000 den sechs Jahre älteren Hugh Griffiths, Baron Griffiths, einen ehemaligen Lord of Appeal in Ordinary, den sie aus der Zeit kannte, als seine – inzwischen verstorbene – erste Frau dem Schulbeirat von St Paul's vorgestanden hatte und sie Gast des Ehepaars auf der Isle of Wight gewesen war.
Trotz ihrer umfangreichen Verpflichtungen legte Brigstocke großen Wert auf ihr Familienleben. Sie liebte Malerei und Bildhauerei, gutes Essen und erlesenen Wein sowie das Reisen, gelegentlich auch per Fahrrad. Im Kreise ihrer Freude war sie ihres entspannten Auftretens und respektlosen Humors wegen geschätzt.

### Tod
Heather Renwick Brigstocke, Baroness Brigstocke starb am 30. April 2004 im Alter von 74 Jahren bei einem Verkehrsunfall in Glyfada nahe Athen, letzteres eines ihrer bevorzugten Reiseziele. Nach einer Veranstaltung von Home-Start International hatte sie, begleitet von ihrer persönlichen Assistentin Rosamund Magid, auf dem Fußweg zum Hotel bei schlechten Lichtverhältnissen eine Straße überqueren wollen und beide waren von einem zu schnell fahrenden Wagen erfasst und dabei tödlich verletzt worden. Der verantwortliche Fahrer wurde von der griechischen Justiz im Jahr 2006 wegen Fahrlässigkeit des zweifachen Totschlags angeklagt.

## Schriften (Auswahl)
- Education. The Springboard to Life. Women in Management, Croyden 1985.[6]
- True Humanism. The Nicholas Bacon Memorial Lecture 1984. Stocksfield Studio, Stocksfield 1985, ISBN 1-85102-002-0.